# Dasypoda litigator
Dasypoda litigator är en biart som beskrevs av Baker 2002. Dasypoda litigator ingår i släktet byxbin, och familjen sommarbin. Inga underarter finns listade i Catalogue of Life.